# Васильев, Михаил Александрович (генерал)
Михаил Александрович Васильев (1863—1942) — русский военачальник, генерал-майор.

## Биография
Родился 4 ноября 1863 года в православной семье Изюмского уезда Харьковской губернии. Сын отставного унтер-офицера.
Получил домашнее образование. В военную службу вступил 2 июня 1881 года в 61-й резервный пехотный кадровый батальон вольноопределяющимся 3-го разряда.
Окончил Чугуевское пехотное юнкерское училище (1884; по 2-му разряду). В офицеры произведён в 61-й пехотный резервный (кадровый) батальон.
Подпоручик (пр. 14.07.1885; ст. 14.07.1885). Поручик (пр. 13.12.1889; ст. 14.07.1889). Штабс-капитан (пр. 06.08.1900; ст. 06.05.1900). Окончил Офицерскую стрелковую школу.
В 1904 году при развёртывании 201-го пехотного Лебединского полка принял 4-ю роту. Капитан (пр. 27.08.1904; ст. 06.05.1901). Позже служил в 166-м пехотном Ровненском полку.
Подполковник (пр. 06.05.1914). Участник Первой мировой войны. 5 января 1915 года переведён в 310-й пехотный Шацкий полк. Полковник (пр. 27.06.1915; ст. 30.11.1914). Командир 310-го пехотного Шацкого полка (29.07.1915-1917). Был командующим бригадой 78-й пехотной дивизии. Генерал-майор (пр. 15.04.1917).
Участник Белого движения в составе ВСЮР. Затем находился в эмиграции во Франции. Умер в Париже в 1942 году.

## Награды
- Награждён орденом Св. Георгия 4-й степени (16 июня 1915) и Георгиевским оружием (9 марта 1915).
- Также награждён орденами Св. Станислава 3-й степени (1902); Св. Анны 3-й степени (1907); Св. Станислава 2-й степени (1912); Св. Владимира 4-й степени с мечами и бантом (1915).
- Полковнику М. А. Васильеву в 1917 году от чинов 310-го пехотного Шацкого полка был преподнесён Подарочный адрес.[1]